# Terre d'Endracht

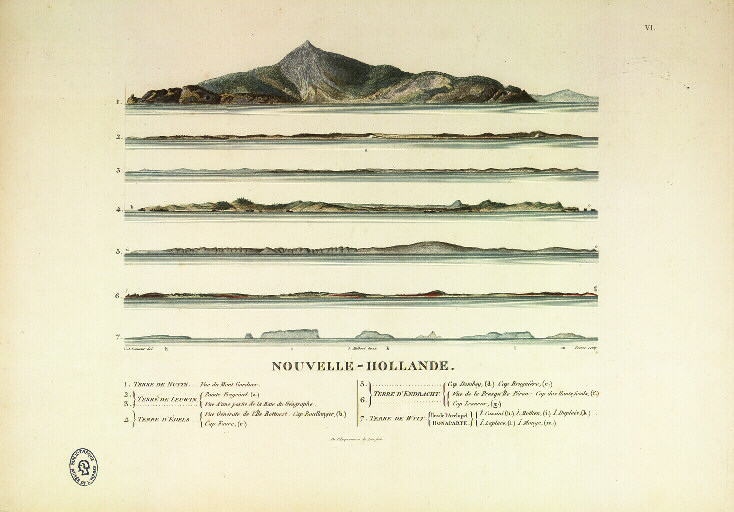
Illustrations du Voyage de découvertes aux terres australes représentant différentes côtes de la Nouvelle-Hollande, parmi lesquelles certaines situées en Terre d'Endracht.

Terre d'Endracht est le nom que l'on donnait autrefois en français à une région côtière de l'Australie alors que cette dernière était encore appelée Nouvelle-Hollande. Délimitée par la terre d'Edels au sud et par la terre de Witt au nord-est, elle occupait la partie centrale du littoral ouest de l'actuelle Australie-Occidentale et comprenait donc la baie Shark, un grand golfe que l'on nommait alors baie des Chiens-marins. Elle doit son nom à l'Eendracht (Unité en néerlandais), navire à bord duquel le Hollandais Dirk Hartog longea ses côtes en 1616.